# Perro de Burlage
El perro de Burlage (muerto probablemente en el siglo XVI) es un cuerpo momificado naturalmente de un perro doméstico que fue encontrado en 1953 en el pantano de Klostermoor II en el distrito Rhauderfehn de Burlage en el distrito de Leer, Alemania. Es uno de los pocos animales encontrados en un pantano, casi completamente conservado. A diferencia de los cuerpos de los pantanos humanos, a la mayoría de hallazgos de restos de animales rara vez se les prestaba especial atención, por lo que no eran recuperados o documentados.

## Circunstancias del hallazgo
El perro fue desenterrado de la turba negra a unos 60 a 80 cm por debajo de la superficie por el cortador de turba Hermann Albers en mayo de 1953 y luego se hundió nuevamente en la turba húmeda. Pero la noticia del hallazgo llegó al Papenburg Institut für Moorforschung a través del maestro de Bockhorst Lohr, que a su vez informó al Museo Geológico-Paleontológico de Münster. El día 8 de junio de 1953, Franz Lotze rescató el cuerpo y lo llevó a Münster. De 2008 a 2013, el perro de la turba se mostró en la exposición itinerante Mummies - The Dream of Eternal Life, diseñada por el Museo Mannheim Reiss-Engelhorn.

## Descripción
El cuerpo del perro está casi completamente conservado, solo faltan la mandíbula inferior y las extremidades inferiores. Todo lo que queda de la cabeza del animal es el hueso del cráneo desnudo con algunos dientes en la mandíbula superior. Es probable que las piezas faltantes se deban a una recuperación y almacenamiento incorrectos del hallazgo después de su descubrimiento. Los análisis con rayos X y tomografía computarizada mostraron que los huesos existentes del esqueleto se han conservado en gran medida. Como es común en este tipo de momias, debido a la acción de los ácidos del páramo, la grasa y el tejido muscular han desaparecido en gran parte. Por el contrario, la mayoría de huesos, ligamentos, piel y pelaje están en buenas condiciones. Sin embargo, algunos huesos, como las vértebras y las costillas, han desaparecido debido a la acción del ácido del páramo, o se han desprendido y deformado. El cuerpo del animal está algo aplanado debido al peso de la turba sobre él. El pelaje del perro, que aún brilla, está en muy buenas condiciones. La parte superior es suave, de unos 5 a 7 cm de largo y se ve bastante áspera en comparación con la parte inferior muy fina. Debido a la larga permanencia en el pantano, tiene un color marrón oscuro rojizo y un tono marrón claro a beige en el pecho. La longitud del perro fue dada por Franz Lotze como 62 cm, según Markus Bertling el perro tenía una longitud estimada de unos 70 cm y una altura a los hombros de un máximo de 40 cm. La edad del perro se da como juvenil a adulto joven, su sexo no se ha podido determinar con certeza, a  pesar de haber examinado el cuerpo por tomografía axial computarizada.
El perro de Burlage es descrito por Lotze y Bertling como un ejemplar prehistórico del típico perro de granja alemán durante muchos siglos, el torfspitz (Canis palustris, Canis familiaris palustris, descrito por Riitimeyer), parecido a un spitz, sin embargo, en comparación con los animales actuales, tenía un físico mucho más esbelto y alargado, una cabeza más pequeña y un pelaje más áspero.
Debido a la datación del polen del perfil de la capa de turba alrededor del hallazgo llevada a cabo en la década de 1950, se supuso durante muchos años que el momento de la muerte se aproximaba al 1200 a. C. Sin embargo, esta datación ahora se considera refutada. Sobre la base de la datación por carbono 14 realizada en 2010, se concluyó que en realidad el perro murió entre 1477 d. C. y 1611 d. C., con mayor probabilidad en torno a 1540-1570.